# Inés Guardiola Sánchez
Inés Guardiola Sánchez   (1981) és una advocada, coneguda particularment per haver defensat el futbolista Dani Alves, condemnat a 4 anys i 6 mesos de presó per violació d'una dona a la discoteca Sutton de Barcelona el desembre del 2022.
És llicenciada en Dret per la Universitat Pompeu Fabra (2003), màster en especialització en dret penal i ciències penals per la Universitat de Barcelona (2004) i doctora en dret penal per la Universitat de Barcelona (2016). Ha realitzat cursos d'especialització per a la Jurisdicció de Menors, especialització per a l'exercici del dret penitenciari i especialització en delictes de violència domèstica a l'Il·lustre Col·legi de l'Advocacia de Barcelona, on ha estat vocal de la Secció de Dret Penal al mateix centre (2013-2019). D'ençà el 2023, és Secretària-Tresorera de la Comissió de Dret Penitenciari i de la Comissió de Drogues del Col·legi d’Advocats de Barcelona. És professora associada de dret penal a la Universitat de Barcelona, i imparteix periòdicament classes de Dret Penal Econòmic a la Universitat Abat Oliba i conferències sobre dret penal i dret penitenciari al Col·legi d’Advocats de Barcelona i al Consell de l’Advocacia Catalana. És sòcia fundadora del bufet d'advocats Guardiola Penalistas.